# سان بارتولومي دي كورنيخا
بلدية سان بارتولومي دي كورنيخا (بالإسبانية: San Bartolomé de Corneja) هي بلدية تقع في مقاطعة آبلة التابعة لمنطقة قشتالة وليون وسط إسبانيا.

## الديموغرافيا
بلغ عدد سكان بلدية سان بارتولومي دي كورنيخا 64 نسمة عام 2011 (وفقاً للمعهد الوطني للإحصاء الإسباني).
| 131 | 116 | 99 | 75 | 90 | 66 | 64 |